# Manhunt (Reality-Serie)
Manhunt ist eine österreichische Reality-Serie, in der YouTuber und Streamer in einer Stadt vor einer Verfolgungseinheit, der Task Force, fliehen. Das Ziel des Spiels ist es, 72 bzw. 96 Stunden lang nicht gefangen zu werden.

## Konzept und Regeln
Zu Beginn der YouTube Serie werden die Kandidaten in der Startzone im Stadtzentrum ausgesetzt. Jeder Spieler muss ohne finanzielle Mittel und Verpflegung in seiner zugewiesenen Zone überleben. Alle zwei Stunden werden die aktuellen Koordinaten der Spieler an die Task Force übermittelt. Diese Task Force hat zudem die Möglichkeit, Speedhunts anzufordern, um für eine kurze Zeit mehrere Koordinaten eines Spielers zu erhalten. Als Unterstützung durften die Spieler jeweils zwei Gegenstände ihrer Wahl mitnehmen. Sobald ein Spieler ausscheidet, dürfen die übrigen Spieler seine Zone betreten.

### Spieler
Die Spieler dürfen die zugeteilte Sektion nicht verlassen. Sobald sie dies tun, sind sie für die Task Force sichtbar. Ausnahmen gelten in der Startzone und in jener, in der der Spieler bereits ausgeschieden ist.

### Hunter (Task Force)
Die Task Force besteht aus fünf spezialisierten „Huntern“, die unter anderen ausgebildete Ex-Elitesoldaten & Privatdetektive sind. Sie arbeiten zusammen und müssen versuchen, die Spieler zu verhaften. Die Task Force darf sich in allen Spielzonen frei bewegen und erhält einen Einsatzwagen bzw. Motorroller als Fortbewegungsmittel.

### Spielleitung
Die Spielleitung, bestehend aus Peter Rautek und Karol Choma, überwacht das Spiel und die Einhaltung der Regeln. Sie können Spieler disqualifizieren und sind für das Senden der Spielerpings zuständig.

## Staffel 1
Die erste Staffel fand in Wien statt und fand in einem Zeitraum von 72 Stunden statt. Für den Gewinner des Spiels wurde ein Preisgeld von 5.000 € ausgesetzt.

### Spieler
In Staffel 1 haben folgende Spieler teilgenommen:
- Ferhat (Coach Ferhat)

- Micha (Micha von der Rampe)

- Chris (Kuhlewu)

- Amadei (Urbanamadei)

- Karsten (LostHistorie)

### Task Force
Die Task Force besteht aus folgenden Personen:
- Stefan Steiner

- Armin Schneider (Einsatzleitung)

- Daniel Wimmer

- Andreas Schweitzer

- Gregor Gerobel

### Folgen
| Folge | Titel                                           | Veröffentlichung | Länge    | ausgeschiedener Teilnehmer |
| ----- | ----------------------------------------------- | ---------------- | -------- | -------------------------- |
| 1     | Die FLUCHT beginnt!                             | 4. Februar 2024  | 60 min.  |                            |
| 2     | Der erste SICHTKONTAKT!                         | 11. Februar 2024 | 56 min.  |                            |
| 3     | Morgendämmerung – Wer ÜBERLEBT die erste NACHT? | 18. Februar 2024 | 68 min.  |                            |
| 4     | Der erste SPEEDHUNT                             | 25. Februar 2024 | 72 min.  |                            |
| 5     | In der FALLE!                                   | 3. März 2024     | 56 min.  |                            |
| 6     | LEICHTSINN ist GEFÄHRLICH!                      | 10. März 2024    | 70 min.  |                            |
| 7     | Aus dem SCHLAF gerissen!                        | 17. März 2024    | 64 min.  | Chris                      |
| 8     | Ein NOTFALL und Verzweiflung!                   | 24. März 2024    | 51 min.  | Karsten                    |
| 9     | Die MAUS spielt mit der KATZE                   | 31. März 2024    | 68 min.  | Amadei                     |
| 10    | Das FINALE der krassen Verfolgungsjagd          | 7. April 2024    | 89 min.  | Ferhat                     |
|       |                                                 |                  | Gewinner | Micha                      |

## Staffel 2
Die zweite Staffel fand in Bangkok in einem Zeitraum von 96 Stunden statt. Die acht rund 65 km² großen Spielerzonen waren um die rund 30 km² große Centerzone kreisförmig angeordnet. Der Gewinner erhält ein Preisgeld von 5.000 Euro; für die Hunter ist auf jeden Teilnehmer ein Kopfgeld von 1.000 Euro aufgesetzt.

### Spieler
In Staffel 2 haben folgende Spieler teilgenommen:
- Karsten (LostHistorie)
- Chris (Kuhlewu)
- Nico (Green Radom)
- Lola (quiteLola)
- Joris
- Lukas Minkow (Wave Esports)
- Alex (Roofless Cat)
- Fibii Pfeifer (Fibii)

### Task Force
Die Task Force besteht aus folgenden Personen:
- Stefan Steiner

- Armin Schneider
- Julius Battenfeld
- Wilhelm Erber
- Adrian
- Konstantin (Einsatzleitung)
- Kathi

### Folgen
| Folge       | Titel                        | Veröffentlichung  | Länge   | zurückgelegte Strecke pro Folge in km | zurückgelegte Strecke pro Folge in km | zurückgelegte Strecke pro Folge in km | zurückgelegte Strecke pro Folge in km | zurückgelegte Strecke pro Folge in km | zurückgelegte Strecke pro Folge in km | zurückgelegte Strecke pro Folge in km | zurückgelegte Strecke pro Folge in km |
| Folge       | Titel                        | Veröffentlichung  | Länge   | Karsten                               | Chris                                 | Nico                                  | Lola                                  | Joris                                 | Lukas                                 | Alex                                  | Fibi                                  |
| ----------- | ---------------------------- | ----------------- | ------- | ------------------------------------- | ------------------------------------- | ------------------------------------- | ------------------------------------- | ------------------------------------- | ------------------------------------- | ------------------------------------- | ------------------------------------- |
| 1           | Die Flucht in die Zonen      | 24. November 2024 | 55 min. | 5,0                                   | 7,3                                   | 9,9                                   | 8,9                                   | 8,0                                   | 8,3                                   | 7,3                                   | 6,9                                   |
| 2           | Jagd auf die Hunter!         | 27. November 2024 | 52 min. | 1,7                                   | 1,6                                   | 9,2                                   | 3,2                                   | 6,4                                   | 10,0                                  | 2,6                                   | 4,7                                   |
| 3           | Sie haben Blut geleckt!      | 1. Dezember 2024  | 60 min. | 4,4                                   | 4,6                                   | 7,8                                   | 6,2                                   | 7,2                                   | 4,1                                   | 10,6                                  | ausgeschieden                         |
| 4           | Im Stich gelassen            | 4. Dezember 2024  | 50 min. | 3,3                                   | 3,4                                   | 8,1                                   | 5,5                                   | 2                                     | ausgeschieden                         | 11,7                                  | ausgeschieden                         |
| 5           | Sekunden entscheiden         | 8. Dezember 2024  | 53 min. |                                       | 0                                     | 13,2                                  | 6,3                                   | 7,1                                   | ausgeschieden                         | 4,5                                   | ausgeschieden                         |
| 6           | Der Lockvogel                | 11. Dezember 2024 | 48 min. | 17,4                                  | 2,9                                   | 20,7                                  | 7,1                                   | 3,4                                   | ausgeschieden                         | 3                                     | ausgeschieden                         |
| 7           | Hotel oder Straße            | 15. Dezember 2024 | 58 min. | 1,5                                   | 7,3                                   | 6,6                                   | 5,4                                   | 3,3                                   | ausgeschieden                         | 4                                     | ausgeschieden                         |
| 8           | Ein fataler Fehler           | 18. Dezember 2024 | 42 min. | 0,3                                   | 0,5                                   | 0,2                                   | 1,4                                   | 0,5                                   | ausgeschieden                         | 2                                     | ausgeschieden                         |
| 9           | Jede Bewegung entscheidet    | 22. Dezember 2024 | 50 min. | 1                                     | 1,2                                   | 14                                    | 0,3                                   | 2,2                                   | ausgeschieden                         | 3,5                                   | ausgeschieden                         |
| 10          | In der Falle                 | 25. Dezember 2024 | 42 min. | 0,4                                   | 0,9                                   | 6,3                                   | ausgeschieden                         | 6                                     | ausgeschieden                         | 4,6                                   | ausgeschieden                         |
| 11          | Das Boot                     | 29. Dezember 2024 | 49 min. | 0,5                                   | 1,7                                   | 10,6                                  | ausgeschieden                         | 0                                     | ausgeschieden                         | 2,5                                   | ausgeschieden                         |
| 12          | HIDE                         | 1. Januar 2025    | 49 min. | 1,4                                   | 4,2                                   | 11,4                                  | ausgeschieden                         | ausgeschieden                         | ausgeschieden                         | 10,5                                  | ausgeschieden                         |
| 13          | Hunde die bellen...          | 5. Januar 2025    | 55 min. | 0,8                                   | 5,4                                   | 26,6                                  | ausgeschieden                         | ausgeschieden                         | ausgeschieden                         | 8,1                                   | ausgeschieden                         |
| 14          | Im Dunkeln kommen sie        | 8. Januar 2025    | 45 min. | 0,9                                   | 6,1                                   | 33,9                                  | ausgeschieden                         | ausgeschieden                         | ausgeschieden                         | 10,2                                  | ausgeschieden                         |
| 15          | Lostplace                    | 12. Januar 2025   | 46 min. | 5,9                                   | ausgeschieden                         | 33,5                                  | ausgeschieden                         | ausgeschieden                         | ausgeschieden                         | ausgeschieden                         | ausgeschieden                         |
| 16          | Gibt es einen Sonnenaufgang? | 15. Januar 2025   | 69 min. | 2,5                                   | ausgeschieden                         | 22,6                                  | ausgeschieden                         | ausgeschieden                         | ausgeschieden                         | ausgeschieden                         | ausgeschieden                         |
|             |                              |                   | Strecke | 31,8                                  | 42,2                                  | 208                                   | 48,9                                  | 43,2                                  | 22,4                                  | 78                                    | 11,6                                  |
| Platzierung | 1.                           | 4.                | 1.      | 6.                                    | 5.                                    | 7.                                    | 3.                                    | 8.                                    |                                       |                                       |                                       |

## Staffel 3
Die dritte Staffel findet in New York City statt und wurde im Mai 2025 abgedreht. Es werden wie in Staffel 2 acht Spieler teilnehmen, wobei ein Spieler als Wildcard aus der Community ausgewählt wird. Die Staffel soll im Herbst veröffentlicht werden.

## Referenzen
1. ↑  Junger Mann aus Eschweiler in Bangkok auf der „Flucht“. 7. Februar 2025, abgerufen am 16. Juli 2025 (deutsch).
2. ↑  Serien-Produktion: YouTube-Serie 'Manhunt': Die Verfolgungsjagd in Wien. Abgerufen am 15. April 2024.
3. ↑  Verfolgungsspektakel in Wien: 72 Stunden auf der Flucht mit "Manhunt". In: Der Standard. Abgerufen am 15. April 2024 (österreichisches Deutsch).
4. ↑  Regelwerk | Manhunt Media Gmbh. Abgerufen am 16. Juli 2025.
5. ↑  MANHUNT: Die FLUCHT beginnt! | Folge 1. Abgerufen am 15. April 2024 (deutsch).
6. ↑  Manhunt Media GmbH | 72 Stunden auf der Flucht - Die Youtube Serie. Abgerufen am 15. April 2024.
7. ↑  Teilnehmer Staffel 1. Abgerufen am 15. April 2024.
8. 1 2  Manhunt Staffel 2: Teilnehmer und Start der Serie auf YouTube. 28. November 2024, abgerufen am 16. Juli 2025.
9. 1 2  Anika Weber: "Manhunt" Staffel 3: Spekulation über mögliche Teilnehmer. In: www.blick.de. 17. Juli 2025, abgerufen am 21. Juli 2025.
10. ↑  Staffel 3 | Manhunt Media Gmbh. Abgerufen am 17. Juli 2025.